# Db4o
db4o (database for objects) foi um Banco de Dados Orientado a Objetos e open source que possuía interface para desenvolvimento de aplicações utilizando a Plataforma Java da Oracle, a Plataforma .NET da Microsoft e Projeto MONO.

## db4objects (db4o) - Banco de Dados para Objetos
O Banco de Dados Orientado a Objetos db4objects (db4o) foi projetado para aplicações do tipo embarcada, cliente-servidor e desktop. Possui modo nativo para Java e .Net. Usa uma única biblioteca de desenvolvimento que se integra facilmente às aplicações e executa de forma altamente confiável e escalável tarefas de persistência com somente algumas linhas de código, não importando o quanto são complexas as estruturas. Não necessita utilizar-se de consultas SQL para CRUD (Create, Read, Update e Delete), eliminando a troca de orientado a objetos por performance.
Empresas como a Boing, Bosch, Hertz, BMW, Intel, Seagate entre outras  já utilizam o db4o. Apresenta vantagens em relação ao Banco de Dados Relacional: oferece rapidez de inserção, utiliza pouco recurso computacional, tem fácil aprendizado, acesso direto ao Banco de Dados sem utilizar ORM (Mapeamento Objeto-Relacional) e ambiente de administração zero, já que as rotinas de melhoria podem ser feitas por um programador. Na Espanha, a Indra Sistemas, uma empresa de desenvolvimento de softwares, foi contratada para criar o centro de controle do sistema espanhol de trens bala AVE. Neste projeto, o db4o foi utilizado como a base de dados de tempo real para controlar o tráfego. A capacidade de processamento do sistema da Indra fica em torno de 200 mil objetos por segundo. A Figura abaixo mostra que o objeto é desmontado para o armazenamento em estruturas de tabelas no Banco de Dados Relacional. Já no db4o, o objeto é diretamente armazenado como objeto.
Armazenamento de objetos em um B.D. Relacional e em um B.D. db4o
De acordo com a empresa que produz o db4o, este banco roda até 44 vezes mais rápido que os Bancos de Dados conhecidos como MySQL com Hibernate. O benchmark de licença GPL, PolePosition, tem um método de teste chamado Barcelona que faz escrita, leitura, consultas e remoção de objetos com uma estrutura de herança de 5 níveis. Segundo o teste, o db4o se saiu melhor em relação a vários Bancos de Dados conforme detalhes da Tabela Abaixo.
Detalhes do benchmark open source PolePosition gerado para comparar o db4o.
Os recursos de consultas são fundamentais para qualquer Banco de Dados e o db4o oferece vários métodos de recuperação de dados:
QBE (Query by Example): No método QBE, você cria um modelo de objeto, que é uma instância da classe que você deseja pesquisar. Se atribuir valores para um ou mais atributos no seu modelo, então db4o procura por objetos no Banco de Dados com os atributos correspondentes. É um método simples e de fácil aprendizagem, mas só é ideal para consultas que não precisam de operadores lógicos.
SODA (Simple Object Data Access): Constrói um grafo de consulta navegando referências em classes e as restrições que impõe. Utiliza strings para identificar os campos. Rápido, mas o conceito pode ser difícil de acostumar.
NQ (Native Query): É uma consulta nativa expressa inteiramente na linguagem de programação e com checagem de tipos durante a compilação. Oferece consultas com várias vantagens importantes.

## Codificação db4o - Exemplo em Java
Abaixo segue um código simples de exemplo para inserção, atualização, consulta e remoção, escrito na linguagem Java:
Declaração da classe Pessoas em Java
```
package
 
exemploobjetos
;

/**

* 

* @author David Rodrigues Machado

**/

public
 
class
 
Pessoas
 
{

     
private
 
int
 
cod
;

     
private
 
String
 
nome
;

     
public
 
void
 
setCod
(
int
 
cod
)
 
{

          
this
.
cod
 
=
 
cod
;

     
}

     
public
 
void
 
setNome
(
String
 
nome
)
 
{

          
this
.
nome
 
=
 
nome
;

     
}

     
public
 
int
 
getCod
()
 
{

          
return
 
(
cod
);

     
}

     
public
 
String
 
getNome
()
 
{

          
return
 
(
nome
);

     
}

}

```

Código em Java utilizando o Banco de Dados Orientado a Objetos db4o
```
package
 
exemploobjetos
;

import
 
com.db4o.*
;

/**

* 

* @author David Rodrigues Machado

**/

public
 
class
 
Main
 
{

     
public
 
static
 
void
 
main
(
String
[]
 
args
)
 
{

          
//Variável do arquivo do Banco de Dados

          
ObjectContainer
 
db
 
=
 
Db4o
.
openFile
(
"Banco.yap"
);

          
//Criando um objeto do tipo Pessoas

          
Pessoas
 
p
 
=
 
new
 
Pessoas
();

          
//Objeto do tipo Pessoas para obter o objeto que se deseja do banco

          
Pessoas
 
achou_p
;

          
//Variável para obter o resultado do objeto recuperado

          
ObjectSet
 
result
;

 

          
//INSERÇÃO

          
p
.
setCod
(
20
);
//Instanciando o objeto com o código 20

          
p
.
setNome
(
"David"
);
//Instanciando o objeto com o nome David

          
db
.
set
(
p
);
//Armazenando o objeto no banco

          
System
.
out
.
println
(
"O objeto foi inserido"
);

          
//ATUALIZAÇÃO

          
p
.
setCod
(
20
);
//Instanciando o objeto com o código 20

          
result
 
=
 
db
.
get
(
p
);
//Recupera o objeto p do Banco

          
achou_p
 
=
 
(
Pessoas
)
 
result
.
next
();
//retorna o objeto se existir

          
achou_p
.
setCod
(
20
);
//Instanciando o objeto encontrado com código 20

          
achou_p
.
setNome
(
"Jaqueline"
);
//Alterando o objeto para o nome Jaqueline

          
db
.
set
(
achou_p
);
//Armazenando o objeto no Banco

          
System
.
out
.
println
(
"O objeto foi atualizado"
);

          
//CONSULTA

          
p
.
setCod
(
20
);

          
result
 
=
 
db
.
get
(
p
);

          
achou_p
 
=
 
(
Pessoas
)
 
result
.
next
();

          
System
.
out
.
println
(
"O objeto foi consultado"
);

          
//Imprime o resultado da consulta

          
System
.
out
.
println
(
"O resultado da consultado é:"
);

          
System
.
out
.
println
(
"Código: "
 
+
 
achou_p
.
getCod
());

          
System
.
out
.
println
(
"Nome: "
 
+
 
achou_p
.
getNome
());

          
//REMOÇÃO

          
p
.
setCod
(
20
);

          
result
 
=
 
db
.
get
(
p
);

          
achou_p
 
=
 
(
Pessoas
)
 
result
.
next
();

          
db
.
delete
(
achou_p
);
//Apaga o objeto

          
System
.
out
.
println
(
"O Objeto foi apagado"
);

          
db
.
close
();
//Fechando o Banco

     
}

}

```

Saída do Programa
O objeto foi inserido
O objeto foi atualizado
O objeto foi consultado
O resultado da consultado é:
Código: 20
Nome: Jaqueline
O objeto foi apagado